# Nelly Řehořová
Nelly Řehořová (* 10. června 2001 Opočno) je česká zpěvačka a herečka.

## Životopis
Zpěvu se začala věnovat v jedenácti letech, kdy se přihlásila do dětské relace TV Stars. V roce 2014 vyhrála Cenu internetu v soutěži Česko zpívá. Od tehdy začala tvořit samostatné písně od různých autorů i s videoklipy. Mezi její pěvecké úspěchy patří společné vystoupení s Bárou Basikovou nebo s Helenou Vondráčkovou v pražské O2 aréně. K písni „Žít jen svou láskou“ jí složil hudbu skladatel Michal David. První herecké zkušenosti nabírala v dětském divadelním souboru Háďata při DDM v Hronově. Pravidelně se účastnila letní herecké školy. Ve filmu si poprvé zahrála v roce 2014, kdy dostala roli menší vesnické dívky ve filmu Babovřesky 2. Mezi její záliby patří lyžování, jízda na snowboardu a jízda na koni, také cvičila závodně aerobik. Mezi její další záliby patří plavání, tenis, golf, bruslení, jízda na kole, na skateboardu a projíždění se na padleboardu na vodní nádrži Rozkoš. Hraje na klavír a tancuje. Je porotkyní soutěže Muž roku.
Od roku 2017 vystupuje v několika muzikálech na prknech divadla Broadway, které se stalo její domovskou scénou. V lednu 2020 si zazpívala v O2 aréně na show Nejslavnějších českých muzikálů a v únoru si zazpívala v Divadla Broadway na koncertě k 18 narozeninám divadla písničky z muzikálu Rebelové, Muž se železnou maskou, Kocour v botách a z muzikálu Kvítek Mandragory.
Na jaře roku 2017 se přidala k Michaele Dolinové a Ladislavovi Ondřejovi ke komediálnímu představení pro školy s názvem Trapas nepřežiju, s kterým jezdí po celé republice a navštěvují školy nebo městská divadla a baví děti svými písničkami a vtipnými scénkami. Dále se na jevišti potkává s Pavlem Calltou, Aničkou Slováčkovou a dalšími.
Od prosince 2020 měla Nelly hrát v Hudebním divadle Karlín v muzikálu Rebelové, který je inspirovaný stejnojmenným filmem Rebelové z roku 2000, a to roli Bugyny. Z důvodů Covidu, byla premiéra muzikálu přesunuta až 17. 6. 2021 na letní scénu divadla HDK, která byla v areálu PVA Expo Praha Letňany.
Od 30. září 2021 Nelly vystupuje v muzikálu Láska nebeská od režiséra Zdeňka Zelenky, který vytvořil ve spolupráci s Michalem Davidem a ředitelem divadla Broadway Oldřichem Lichtenbergem. Muzikál vznikl z písniček Waldemara Matušky. Nelly si zahraje roli Drndy Lindy, ve které se bude alternovat s Karolínou Tothovou a Denisou Veverkovou.
V roce 2016 nastoupila na Obchodní akademii v Náchodě na obor cestovní ruch, kde 19. června 2020 úspěšně složila maturitní zkoušku. V říjnu 2020 nastoupila na VŠ na obor kriminalistika a forenzní disciplína.
V roce 2021 se zúčastnila sedmé řady talentové soutěže Česko Slovenská SuperStar, ve které se prozpívala do TOP 50, načež vypadla těsně před branami semifinále.
V červnu 2021 vydala první anglickou písničku. Písnička vznikla na podporu své sestry, která si otevřela v obchodním centru Arkády Pankrác REVOLUTION RIDE (indoor cycling, jehož cílem je posílit vaše tělo a mysl).
V době Covidu pomáhala vyrábět roušky.

## Divadelní role

### Divadlo Broadway
- 2025 - Mýdlový princ - role: Marie Šafaříková
- 2025 - Lotrando a Zubejda - role: Zubejda
- 2024 - Trója - role: Briseovna
- 2022 - Okno mé lásky - role: Sofie
- 2022 až 2024 - Ostrov pokladů - role: Perlička
- 2021 až 2025 – Láska nebeská – role: Drnda Linda
- 2019 až 2023 – Kvítek mandragory – role: Magda (Demlova dcera)
- 2018 až 2022 – Kocour v botách – role Princezna Anežka
- 2017 až 2024 – Muž se železnou maskou – role: Cecile

### Zoner BOBYHALL
- 2023 až 2024 – Sladké mámení – role: Magda (Demlova dcera)

### Hudební divadlo Karlín
- 2021 – Rebelové – role: Bugyna

## Filmografie

### Film
- 2025 – Uzel zla
- 2022 – Andílci za školou, role: Nikola
- 2017 – Čertoviny
- 2017 – Špunti na vodě, role: Bára
- 2016 – Strašidla
- 2016 – Pohádky pro Emu
- 2015 – Babovřesky 3
- 2014 – Babovřesky 2

### Televizní seriály
- 2025 – ZOO Nové začátky, role: Ester Křížová
- 2024 – ZOO
- 2023 – Einstein (2. série)
- 2021 – Specialisté
- 2018 – Přijela pouť, role: Terka od langošů
- 2017 – Taxikář, role: dívka s pistolí

## Členové kapely
- Nelly Řehořová (zpěv)
- Matěj Burda (kytara a zpěv)
- Šimon Sajner (bubeník)
- Jáchym Krohe (klávesy)
- Kryštof Mašek (kytara)

## Turné a koncerty
- 2017–dosud – Trapas nepřežiju! aneb Ten řízek nezvedej
- 2019–2020 – host na tour Málo se známe s Ewou Farnou
- 2019–2020 – host na koncertech kapely Botox

## Diskografie

### Alba
| Rok  | Album            | Písničky                    | Poznámky                                              |
| ---- | ---------------- | --------------------------- | ----------------------------------------------------- |
| 2016 | Strašidla        | „Láska patří ke strašidlům“ | písnička k filmu Strašidla, zpívá s Terezou Kostkovou |
| 2016 | Strašidla        | „Jen jedenkrát“             |                                                       |
| 2016 | Strašidla        | „Spiknutá víla“             |                                                       |
| 2016 | Strašidla        | „Tydyjou“                   |                                                       |
| 2018 | Nelly v okamžiku | „Život je v okamžiku“       |                                                       |
| 2018 | Nelly v okamžiku | „Hra“                       |                                                       |
| 2018 | Nelly v okamžiku | „Nad hladinou“              |                                                       |
| 2018 | Nelly v okamžiku | „Budeš jen můj“             |                                                       |
| 2018 | Nelly v okamžiku | „Ty jsi jediný“             |                                                       |

### Písničky s videoklipy
- „Za oknem sněží“
- „Jen jedenkrát“
- „Spiknutá víla“
- „Tydyjou“
- „Láska patří ke strašidlům“ s Terezou Kostkovou (z filmu Strašidla)
- „Země zázraků“
- „Sázava“ s Michalem Hrůzou (z filmu Špunti na vodě)
- „Žít jen svou láskou“
- „Nevěřím“
- „Nad hladinou“
- „Život je v okamžiku“
- „Plout“
- „Pod jmelím“
- „Teď už víš“ s kapelou Botox (Jan Kopečný, Petr Ryšavý)
- „Naopak“
- „Duch“
- „Vlci“ text: Matěj Burda (kytarista)
- „Budeme svoji“

### Anglické písničky s videoklipy
- „Revolution“
- „Fire“
- „Planes"
- „Promises"
- „Women"

### Písničky bez videoklipu
- „Hra“
- „Budeš jen můj“
- „Ty jsi jediný“
- „V okamžiku"
- „Muž je duše křehká“ (z muzikálu Muž se železnou maskou)[12]